# 펩신
펩신(pepsin)은 위에서 분비되는 소화 효소이다. 위의 주세포에서 분비되는 펩시노젠(pepsinogen)이 염산에 의해 펩신으로 활성화된다. 펩신은 단백질을 폴리펩타이드로 분해하며, pH2정도의 낮은 산성 환경에서 가장 활발하다. (정상인 위의 pH는 2 정도 된다.) 1836년 테오도어 슈반(Theodor Schwann)이 발견하였다.